# Susan Hayward
Susan Hayward (eredeti nevén Edythe Marrener) (New York, 1917. június 30. – Hollywood, Kalifornia, 1975. március 14.) Oscar- és kétszeres Golden Globe-díjas amerikai színésznő. Az ötvenes évek egyik kiemelkedő alakja.

## Élete

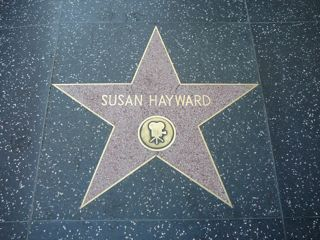
Hayward csillaga a Hírességek sétányán

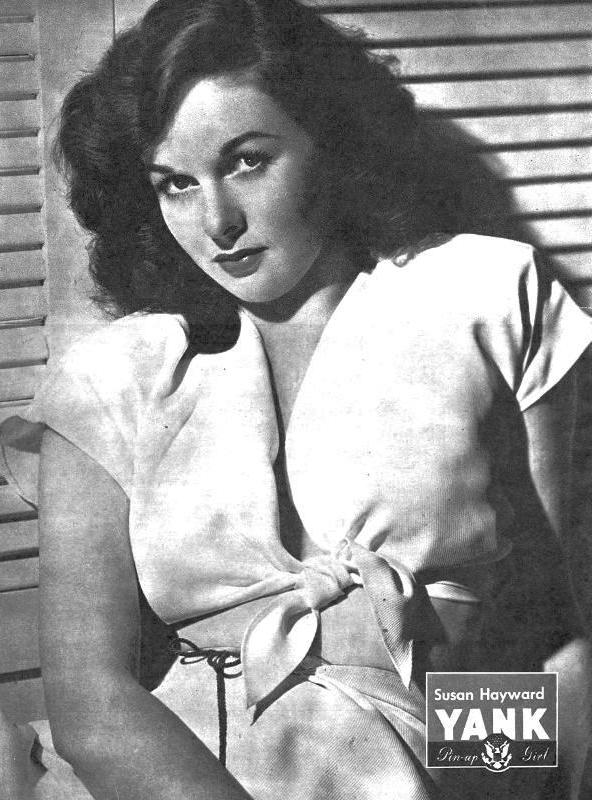
A Yank Magazin címlapján

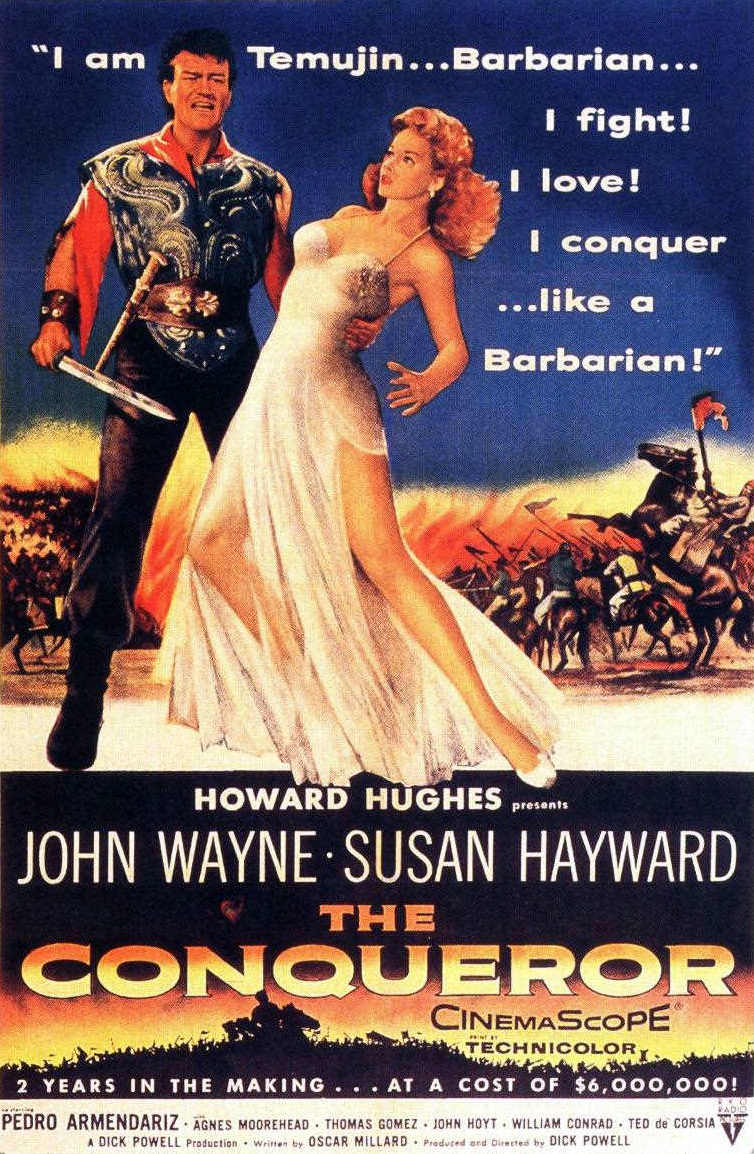
The Conqueror poszter

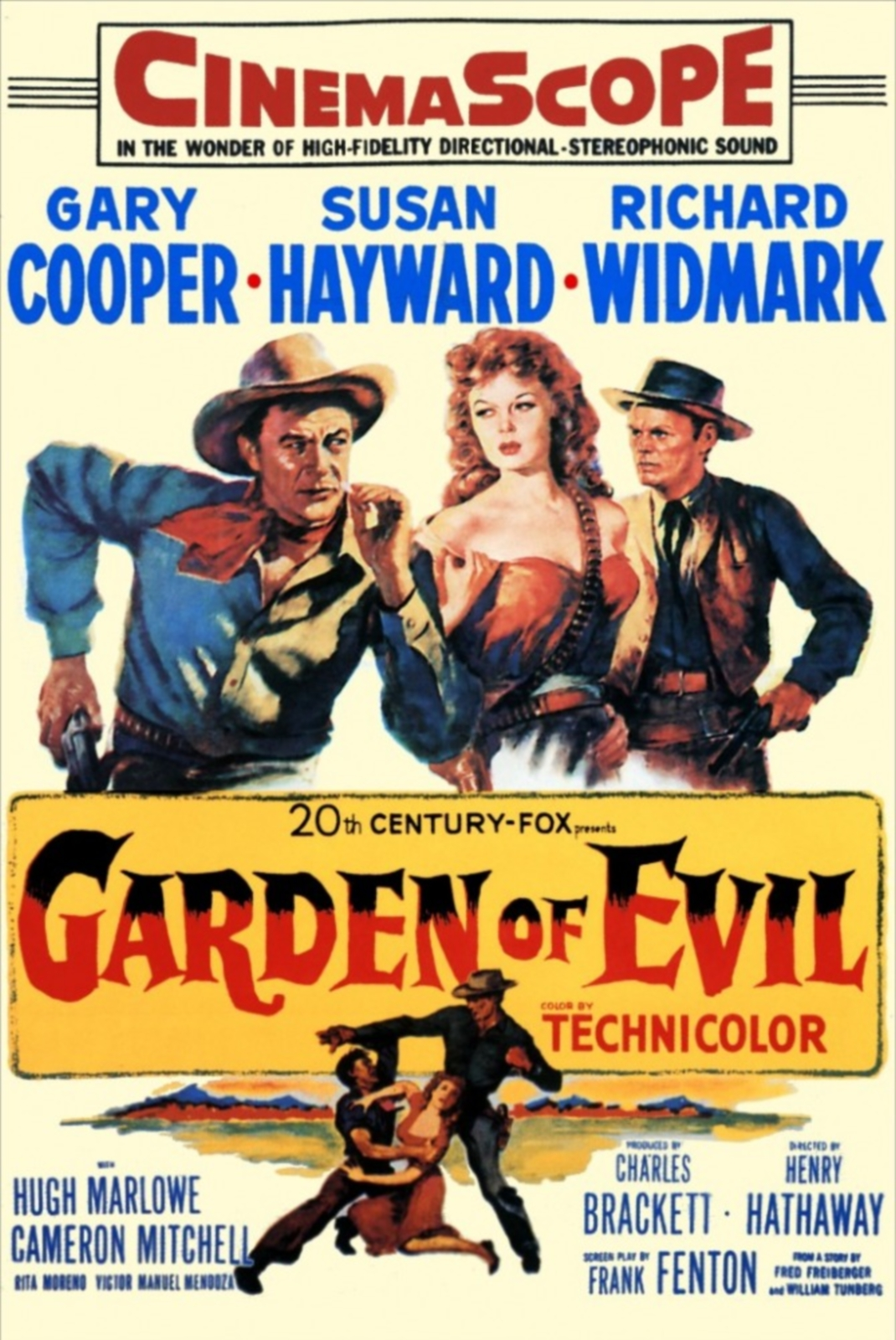
A bűn kertje poszter Susan Haywarddal

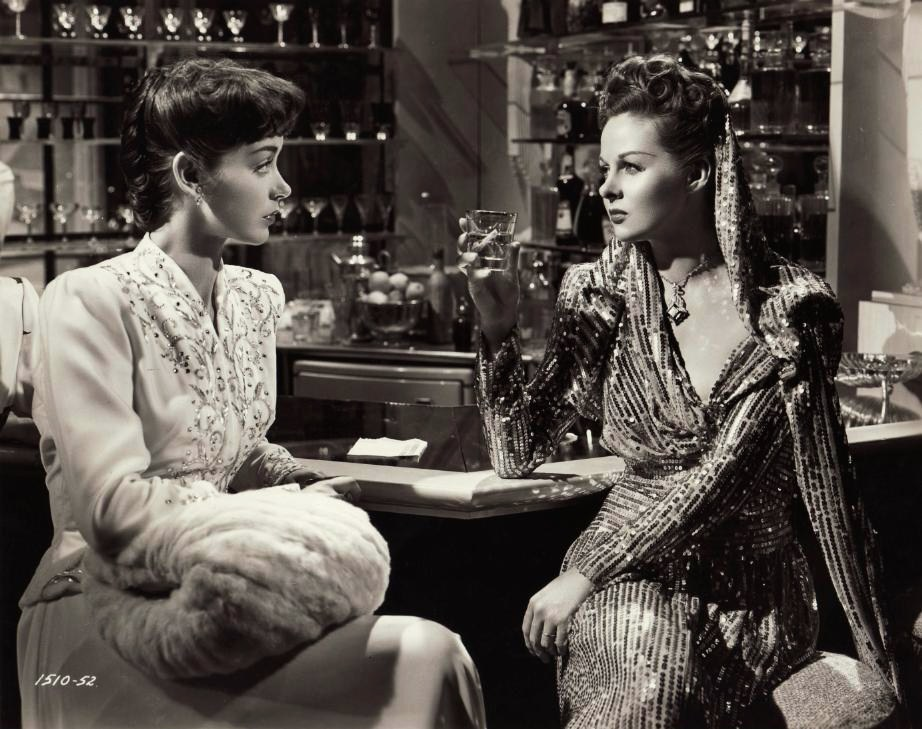
Katasztrófa: Egy asszony története: Susan Hayward (jobbra)

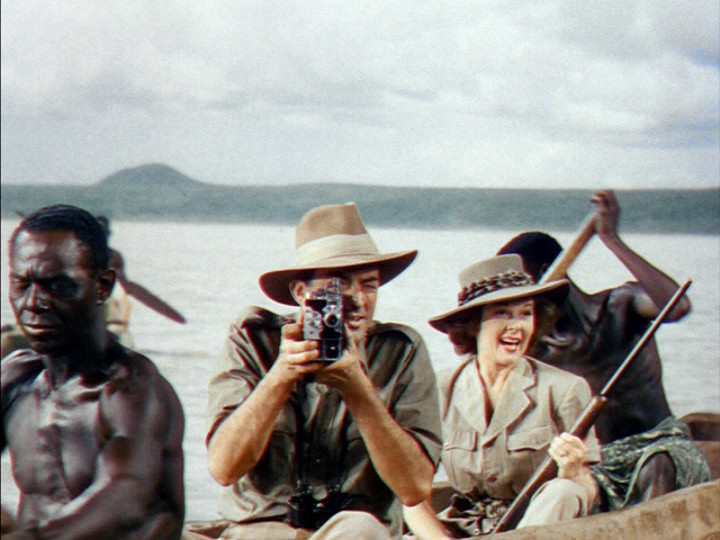
Hayward A Kilimandzsáró hava című filmben (1952)

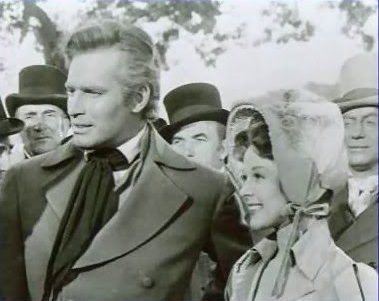
The President's Lady (1953)

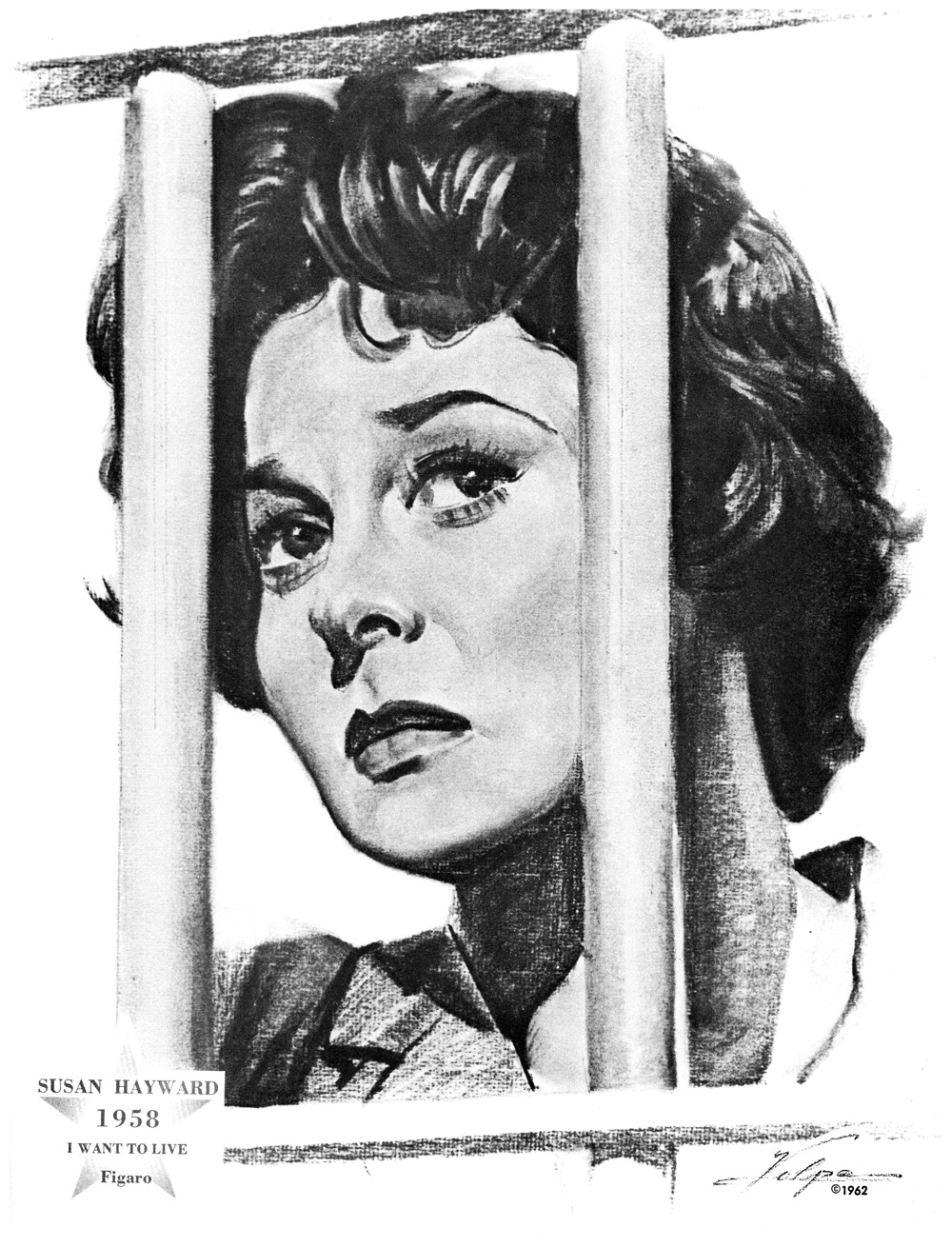
Élni akarok! szénrajz

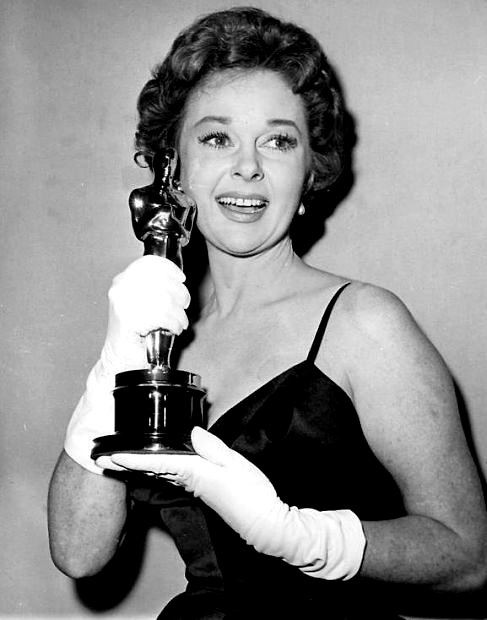
Az Oscar-díjátadón 1959-ben

### Kezdetek
New Yorkban született 1917-ben. Szegény családból, szegény környékről származott. Előfordult, hogy hetekig, hónapokig hordta ugyanazokat a ruhákat, gyakran csak száraz kenyér jutott az asztalukra. Édesapja, az ír Walter Marrener újságot árult. Édesanyja, Ellen Pearson, svéd származású asszony volt, gyorsíróként dolgozott. Egy bátyja és egy nővére volt, Walter és Florence. 
 Hayward hétévesen súlyosan megsérült, amikor elütötte egy autó: hónapokig kellett gipszben feküdnie, és felépülése után bicegett.
Tizenkét évesen megkapta a főszerepet az iskolai előadásra, Hayward pedig rájött, hogy az egyedüli kiút a szegénységből a filmipar. Palackokat, újságokat gyűjtött, hogy a beváltott pénzből mozijegyet vehessen. Nagy példaképe volt Barbara Stanwyck. Tizenhét évesen levetkőzte gyerekkori traumáját, a bicegése is alig volt már észrevehető: modellkedni kezdett, hogy támogathassa családját. 1937-ben szerepelt a Saturday Evening Post egy cikkében, amely kedvező reklámnak bizonyult, és meghallgatásra hívták az Elfújta a szél Scarlett O’Harájának szerepére. Habár a szerepet nem kapta meg, mégis úgy döntött, hogy szerencsét próbál Hollywoodban, és szerződést kötött a Warner Bros.-szal. Ekkor változtatta a nevét Susan Haywardra.

### Hollywoodban
A Warner Bros. azonban nem tudta híressé tenné. Kisebb, jelentéktelen szerepeket kapott, végül a szerződését sem hosszabbították meg. A színésznő nem bizonyult akkoriban elég tapasztaltnak, valamint erős brooklyni akcentusa volt, amin később sokat dolgozott, és átment a Paramount Pictureshöz. Első jelentős szerepét a Kék csillag című filmben kapta meg, amiben egy fiatal, ártatlan lányt alakít, aki elveszti a vőlegényét. Igazán akkor kezdtek felfigyelni rá, mikor Ingrid Bergmannal együtt szerepelt az Adam Had Four Sons című filmben 1941-ben. Még ugyanebben az évben játszott az Among The Living-ben, azonban Hayward nem volt elégedett a szerepeivel. 1942-ben John Wayne-nel és Paulette Goddarddal közösen játszott az Arat a viharban, majd Veronica Lake-kel a Boszorkányt vettem feleségül című vígjátékban, végül 1944-ben vált közismertté a Fighting Seabees című második világháborús filmmel ismét John Wayne oldalán. 1944-ben férjhez ment Jess Barkerhez, akitől egy évvel később ikrei születtek: Timothy és Gregory.

### Az Oscar-jelölések
1947-ben Hayward csatlakozott egy producerhez, név szerint Walter Wangerhez, akivel közösen leforgatták a Katasztrófa: Egy asszony története című filmet. Hayward egy már férjnél lévő énekesnőt formált meg, aki alkoholista lesz. Alakítását Oscar-díjra jelölték. Második jelölését 1949-ben kapta a My Foolish Heart című filmért, amelyben ugyancsak egy alkoholistát játszik. 1952-ben Hayward Jane Froman énekesnő életéről forgatott filmben szerepelt (With a Song in My Heart), amelyben az énekesnőt játszotta immár a 20th Century Foxnál – újabb Oscar-jelölést kapott. Ahogy 1955-ben is az I’ll Cry Tomorrow című film főszerepének eljátszásáért – amely úgyszintén egy alkoholista énekesnő volt. 
1957-ben hozzáment Floyd Eaton Chalkley-hoz, akivel Georgiába költöztek. Chalkley egy partin ismerkedett meg a színésznővel egy Los Angelesi útja során. Hayward 1958-ban újból megkereste a producert, Walter Wangert, és megkapta Barbara Graham szerepét az Élni akarok!-ban, akit ártatlanul halálra ítélnek. Hayward 1959-ben megkapta érte a legjobb női főszerepért járó Oscart.

### Csillaga leáldozóban
Susan Hayward hatvanas évekbeli filmjei már nem voltak olyan sikeresek. 1965-ben félbehagyta egy film forgatását (Honey Pot) Velencében, mikor hírét hallotta, hogy férje nagyon beteg. Férje 1966-os halála után nem sokkal a színésznőnél agydaganatot diagnosztizáltak. Állítólag a nukleáris sugárzástól alakulhatott ki nála a rák, mikor Utahban forgatták a Conqueror filmet. Akkortájt nukleáris teszteket hajtottak végre ott a sivatagban. 1972-ben bejelentette, hogy nyugdíjba vonul. 1975-ben halt meg. 
„Amikor halott vagy, meghaltál. Senki nem fog rám emlékezni, mikor már halott vagyok. Talán egy-két jóbarát. Akárhogy is, nem az a fontos, hogy mások emlékezzenek rád. Hanem az, amit te életedben teszel.”

## Filmográfia
| Év   | Cím                                      | Szerep                           |
| ---- | ---------------------------------------- | -------------------------------- |
| 1937 | Hollywood Hotel                          | színészjelölt                    |
| 1938 | Dr. Clitterhouse                         | páciens (törölt jelenet)         |
| 1938 | Leányvágyak                              | diszpécser                       |
| 1938 | Girls on Probation                       | Gloria Adams                     |
| 1938 | Comet Over Broadway                      | amatőr színész                   |
| 1938 | Campus Cinderella                        | Co-Ed                            |
| 1939 | Kék csillag                              | Isobel Rivers                    |
| 1939 | Our Leading Citizen                      | Judith Schofield                 |
| 1939 | $1,000 a Touchdown                       | Betty McGlen                     |
| 1941 | Adam Had Four Sons                       | Hester Stoddard                  |
| 1941 | Sis Hopkins                              | Carol Hopkins                    |
| 1941 | Among the Living                         | Millie Pickens                   |
| 1942 | Arat a vihar                             | Drusilla Alston                  |
| 1942 | The Forest Rangers                       | Tana 'Butch' Mason               |
| 1942 | Boszorkányt vettem feleségül             | Estelle Masterson                |
| 1942 | Csillagok parádéja                       | Önmaga                           |
| 1942 | A Letter from Bataan                     | Mrs. Mary Lewis                  |
| 1943 | Young and Willing                        | Kate Benson                      |
| 1943 | Hit Parade of 1943                       | Jill Wright                      |
| 1943 | Jack London                              | Charmian Kittredge               |
| 1944 | The Fighting Seabees                     | Constance Chesley                |
| 1944 | The Hairy Ape                            | Mildred Douglas                  |
| 1944 | And Now Tomorrow                         | Janice Blair                     |
| 1944 | Skirmish on the Home Front               | Molly Miller                     |
| 1946 | Deadline at Dawn                         | June Goth                        |
| 1946 | Canyon Passage                           | Lucy Overmire                    |
| 1947 | Katasztrófa: Egy asszony története       | Angelica és Evans Conway         |
| 1947 | They Won't Believe Me                    | Verna Carlson                    |
| 1947 | The Lost Moment                          | Tina Bordereau                   |
| 1948 | Tap Roots                                | Morna Dabney                     |
| 1948 | The Saxon Charm                          | Janet Busch                      |
| 1949 | Tulsa                                    | Cherokee Lansing                 |
| 1949 | House of Strangers                       | Irene Bennett                    |
| 1949 | My Foolish Heart                         | Eloise Winters                   |
| 1951 | Screen Snapshots: Hopalong in Hoppy Land | Önmaga                           |
| 1951 | I'd Climb the Highest Mountain           | Mary Elizabeth Eden Thompson     |
| 1951 | Rawhide                                  | Vinnie Holt                      |
| 1951 | I Can Get It for You Wholesale           | Harriet Boyd                     |
| 1951 | David and Bathsheba                      | Bathsheba                        |
| 1952 | With a Song in My Heart                  | Jane Froman                      |
| 1952 | A Kilimandzsáró hava                     | Helen                            |
| 1952 | The Lusty Men                            | Louise Merritt                   |
| 1953 | The President's Lady                     | Rachel Donelson                  |
| 1953 | White Witch Doctor                       | Ellen Burton                     |
| 1954 | Demetrius és a gladiátorok               | Messalina                        |
| 1954 | A bűn kertje                             | Leah Fuller                      |
| 1955 | Untamed                                  | Katie O'Neill                    |
| 1955 | Soldier of Fortune                       | Mrs. Jane Hoyt                   |
| 1955 | I’ll Cry Tomorrow                        | Lillian Roth                     |
| 1956 | The Conqueror                            | Bortai                           |
| 1957 | Top Secret Affair                        | Dorothy 'Dottie' Peale           |
| 1958 | Élni akarok!                             | Barbara Graham                   |
| 1959 | Thunder in the Sun                       | Gabrielle Dauphin                |
| 1959 | Woman Obsessed                           | Mary Sharron                     |
| 1961 | The Marriage-Go-Round                    | Content Delville                 |
| 1961 | Ada                                      | Ada Gillis                       |
| 1961 | Back Street                              | Rae Smith                        |
| 1962 | I Thank a Fool                           | Christine Allison                |
| 1963 | Lopott órák                              | Laura Pember                     |
| 1964 | Where Love Has Gone                      | Valerie Hayden Miller            |
| 1967 | Rókamese                                 | Mrs. Lone Star Crockett Sheridan |
| 1967 | Valley of the Dolls                      | Helen Lawson                     |
| 1967 | Think Twentieth                          | Önmaga                           |
| 1972 | Megtorlók                                | Elizabeth Reilly                 |
| 1972 | Heat of Anger                            | Jessie Fitzgerald                |
| 1972 | Mondj búcsút, Maggie!                    | Dr. Maggie Cole                  |

## Díjak és jelölések
BAFTA-díj
- 1957 jelölés: legjobb külföldi színésznő – I’ll Cry Tomorrow
- 1960 jelölés: legjobb külföldi színésznő – Élni akarok!

Cannes-i fesztivál
- 1956 díj: legjobb női alakítás díja – I’ll Cry Tomorrow

David di Donatello-díj
- 1959 díj: Golden Plate – I’ll Cry Tomorrow

Golden Globe-díj
- 1953 díj: Henrietta-díj
- 1953 díj: legjobb női főszereplő (vígjáték vagy musical) – With a Song in My Heart
- 1959 díj: legjobb női főszereplő (filmdráma) – Élni akarok!

Hollywood Walk of Fame
- 1960: csillag a Hírességek sétányán

Laurel Awards
- 1958 jelölés: Golden Laurel – legjobb női filmcsillag
- 1959 Golden Laurel (második hely) – legjobb női főszereplő (dráma) – Élni akarok!
- 1959 Golden Laurel (harmadik hely) – legjobb női filmcsillag
- 1960 jelölés: Golden Laurel – legjobb női filmcsillag
- 1965 jelölés: Golden Laurel – legjobb női filmcsillag

Mar del Plata Filmfesztivál
- 1959 díj: legjobb női főszereplő – Élni akarok!

New York Film Critics Circle Awards
- 1958 díj: legjobb színésznő – Élni akarok!

Oscar-díj
- 1948 jelölés: legjobb női főszereplő – Katasztrófa: Egy asszony története
- 1950 jelölés: legjobb női főszereplő – My Foolish Heart
- 1953 jelölés: legjobb női főszereplő – With a Song in My Heart
- 1956 jelölés: legjobb női főszereplő – I’ll Cry Tomorrow
- 1959 díj: legjobb női főszereplő – Élni akarok!

Photoplay Awards
- 1953 díj: legnépszerűbb filmcsillag – With a Song in My Heart

Picturegoer Awards
- 1952 jelölés: legjobb színésznő – David and Bathsheba

Sant Jordi-díj
- 1960 díj: legjobb külföldi színésznő – Élni akarok!